# Philip Gilbert Hamerton
Philip Gilbert Hamerton (10 septembre 1834-4 novembre 1894) est un artiste britannique, aquafortiste et critique d'art. Ardent défenseur de la gravure contemporaine, la plupart de ses écrits concernent les arts graphiques. Il est un théoricien important de la renaissance de l'eau-forte.

## Biographie
Hamerton naît à Laneside, un hameau près de Shaw et Crompton, Lancashire, en Angleterre. Sa mère meurt à sa naissance et perd son père lorsqu'il a dix ans. Vers cinq ans, il est envoyé vivre auprès de ses deux tantes dans un domaine appelé les Hollins, à la périphérie de Burnley, où il fréquente la Burnley Grammar School.

## Carrière

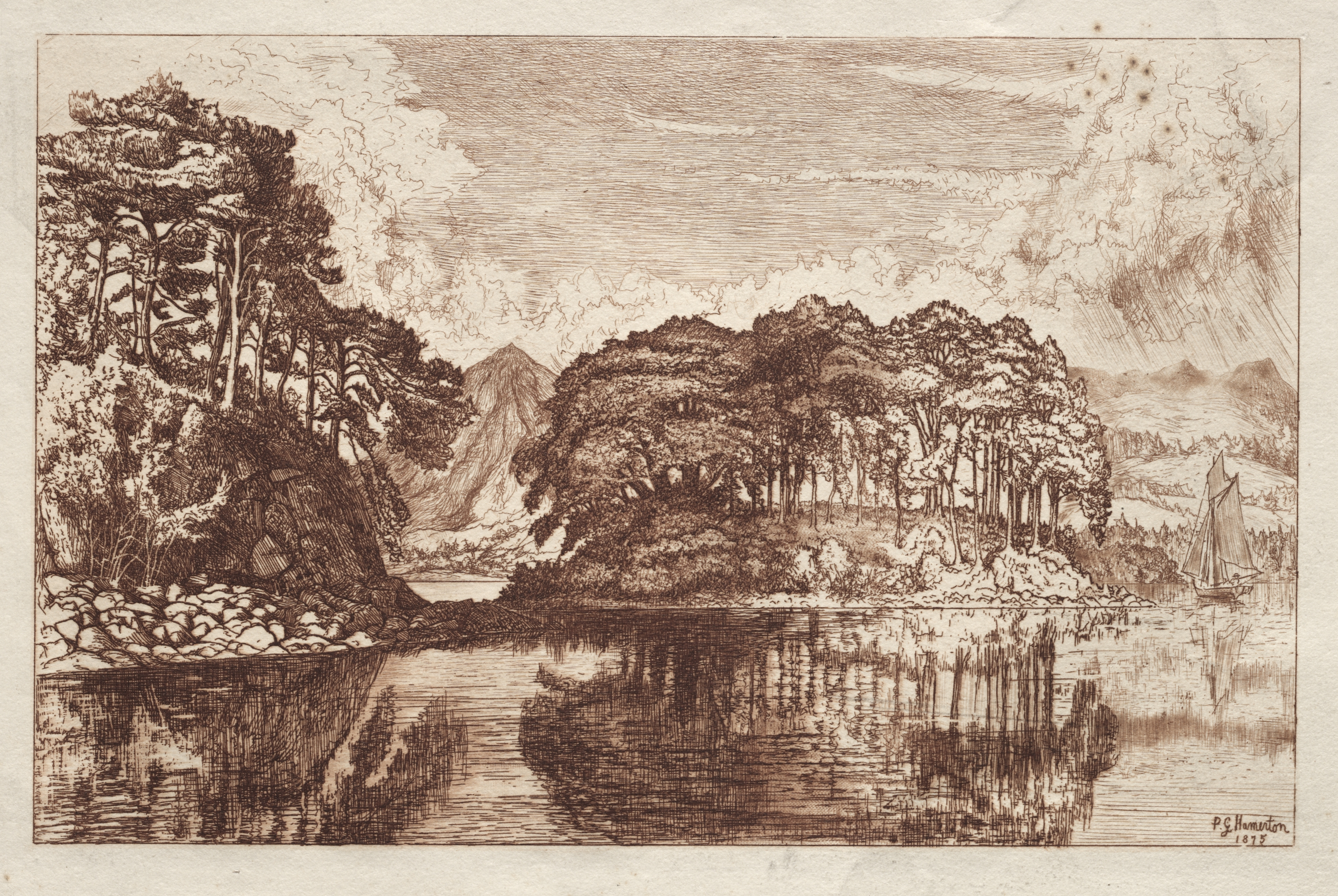
Le Lac, Eau-forte, 1875.

La première tentative littéraire d'Hamerton, un recueil de poèmes, est un échec. Il  préfère se consacrer entièrement à la peinture de paysage ; il campe dans les Highlands écossais. Il y loue l'ancienne île d'Inistrynich dans le Loch Awe, sur laquelle il s'installe en 1858 avec sa femme Eugénie Gindriez, fille d'un magistrat républicain français.
Il se découvre plus apte à la critique d'art qu'à la peinture et part s'installer en France, à Sens puis à Autun. Il y écrit son Painter's Camp in the Highlands (1863), qui connaît un grand succès et prépare la voie à son ouvrage de référence Etching and Etchers (1866). L'année suivante, il publie Contemporary French Painters et en 1868 une suite, Painting in France after the Decline of Classicism.
Installé dans l’Autunois en 1863, il navigue l'année suivant en coracle sur le Ternin, affluent de l’Arroux. En 1866, il descend l’Arroux depuis sa source jusqu’à sa confluence avec la Loire à Digoin en canoë de papier. Parti avec des plaques de gravure, il dessine des paysages des bords d’Arroux. Il fait paraître en Grande-Bretagne, en 1867 le récit de son aventure sous le titre A Canoe Voyage. En 1871, il publie le même récit, illustré, sous le titre The Unknown River. Le livre est aussi publié aux États-Unis l’année suivante. 
Désormais critique d'art à la Saturday Review, il fait de fréquents séjours en Angleterre. Il entreprend en 1870 d'établir et d'éditer son propre journal d'art, The Portfolio, un périodique mensuel, dont chaque numéro comprend une monographie sur un artiste ou un groupe d'artistes, souvent écrite par lui. Le journal se spécialise dans la gravure, en particulier l'eau-forte. Il sélectionne et écrit le texte d'accompagnement pour Etchings by French and English Artists (Londres : Seeley, 1874) qui comprend des œuvres d'Alphonse Legros et de Léon Gaucherel. Ayant arrêté la peinture, il a le temps d'écrire, et il produit successivement The Intellectual Life (1873) — le plus connu de ses écrits —, Round my House (1876), des notes sur la société française par un habitant, et Modern Frenchmen (1879), une série de courtes biographies. Il écrit aussi deux romans, Wenderholme (1870) et Marmorne (1878).
En 1884, Human Intercourse, un autre volume d'essais, est publié, et peu de temps après, Hamerton commence son autobiographie, qu'il arrête à 1858. En 1882, il publie un ouvrage illustré sur la technique des vieux maîtres de divers arts, sous le titre The Graphic Arts, et trois ans plus tard un autre volume illustré, Landscape, qui retrace l'influence du paysage sur l'esprit de l'homme. Ses derniers livres sont : Portfolio Papers (1889) et French and English (1889). En 1891, il déménage dans les environs de Paris, où il meurt subitement à Boulogne-sur-Mer, occupé jusqu'au bout par ses travaux sur The Portfolio et autres écrits sur l'art.
En 1896 est publié : Philip Gilbert Hamerton: an Autobiography, 1834–1858 suivi de And a Memoir by his wife, 1858-1894.